# Setor de Indústria e Abastecimento
Setor de Indústria e Abastecimento (acronimo SIA) è una regione amministrativa del Distretto Federale brasiliano.